# 波維利亞島

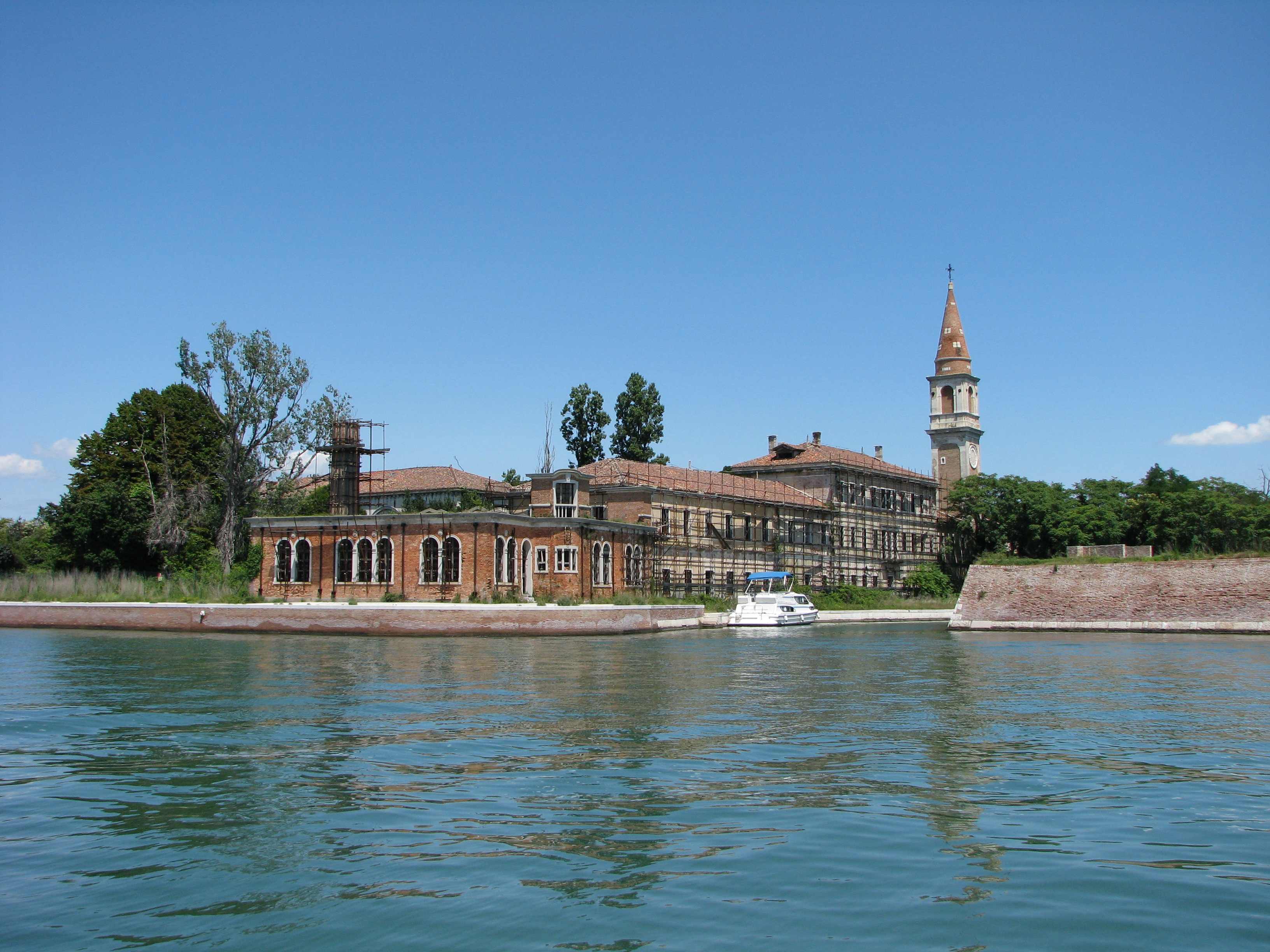

波維利亞島（Poveglia）是位于意大利北部威尼斯潟湖内威尼斯和利多之間的一个小島。一条運河將該島實質分為两个部分。波維利亞島首次出現在文献記載是在421年。現在該島是一座無人島。